# Pipe Yanguas
Pipe Yanguas (Cali, 1982) es un artista visual colombiano cuya obra abarca pintura, fotografía, muralismo, escultura, video y arte digital. Yanguas utiliza puntos y líneas en sus piezas para transmitir el mensaje del poder de la conexión, reflejado en sus frases emblemáticas "Todos estamos conectados" y "Juntos somos infinitos".

## Carrera
Pipe se graduó en Administración de Empresas en la Universidad de Miami. Luego, se formó en diseño residencial en el Instituto de Arte de Fort Lauderdale, y finalmente cursó una licenciatura de 3 años en fotografía en el Istituto Europeo di Design en Milán, Italia. Durante sus años en Italia, trabajó como fotógrafo para Vogue Italia capturando el estilo urbano en las calles de Milán. 

También trabajó en Dubái, Beirut, Milán, Barcelona, London, Grecia, y New York, entre otros. Su cámara ha fotografiado a diferentes figuras públicas, entre ellas los artistas colombianos Cristina Umana, Fabian Rios, y Patricia Castaneda, la artista venezolana Nina Dotti, y la modelo australiana-libanesa Jessica Kahawaty,  a través de sus fotografías narra la historia de vida de las personas y documenta el paso del tiempo retratando sus pasiones desde su cotidianidad.

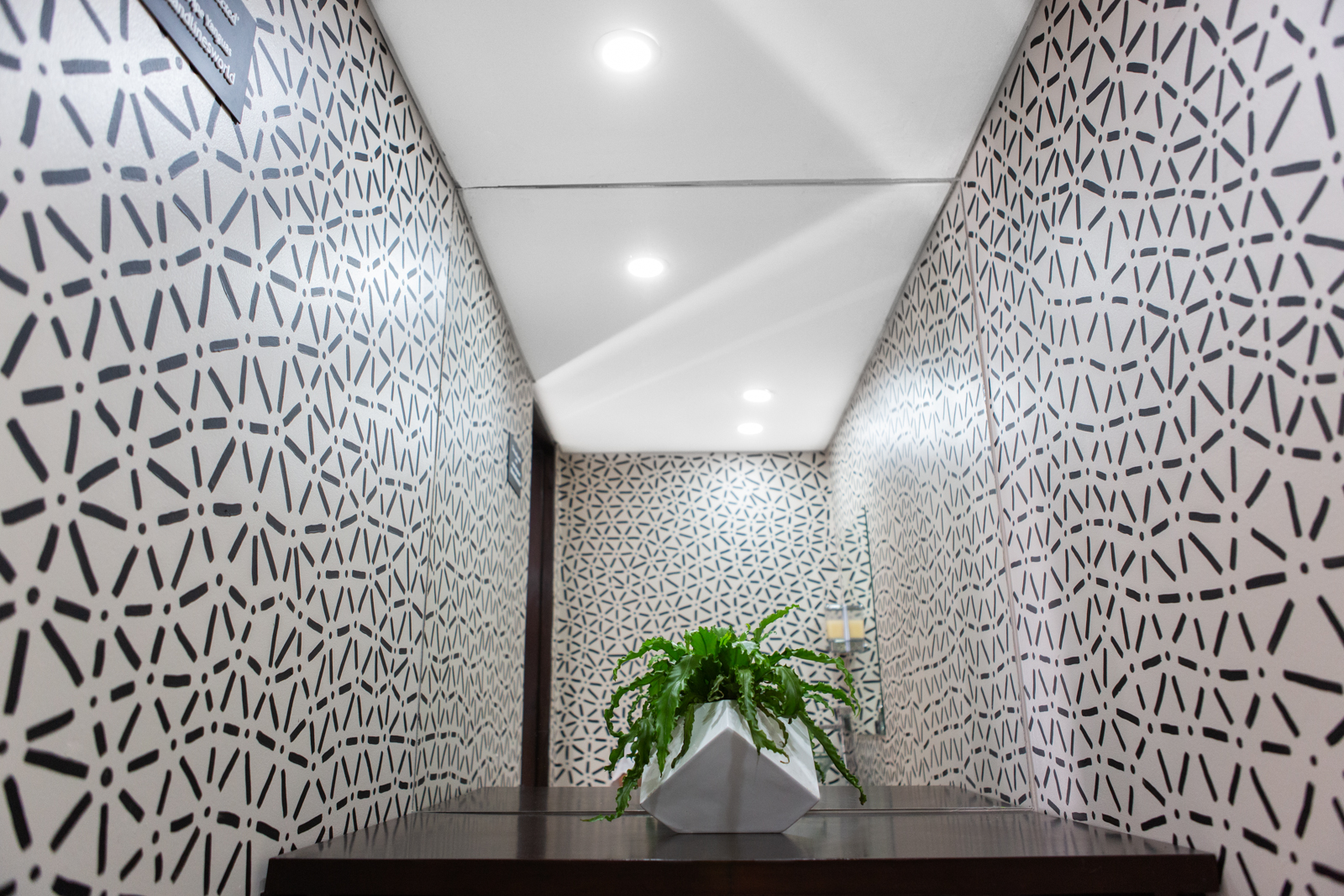
Mural de la colección "Dots and Lines World"

En el año 2020, se embarcó en un nuevo proyecto artístico como pintor y creó la colección de pinturas "Black & White River Collection" que consiste en 36 obras únicas con una composición de líneas y puntos, inspirada en las formas naturales de una Coreid Bug Nymph,  que exhibe en galerías o en sus redes sociales con el título "Dots and Lines World". 
En 2021 elaboró una serie que fusiona la fotografía con los puntos y líneas donde captura la "Hacienda Cañasgordas", patrimonio cultural en Colombia. La tituló "Hacienda Cañasgordas, a journey through its windows and doors” y se encuentra en exhibición permanente en el museo histórico de la Ciudad de Cali, Colombia.
Desde entonces ha participado en diferentes exhibiciones en Miami, San Francisco, Ciudad de Guatemala, y Cali con sus obras de punto y raya en las que propone una reflexión sobre el poder de las conexiones y los lazos que unen a las personas.

## Publicaciones
En el año 2018, Pipe como fotógrafo junto a Françoise Elizée como autora, publican Haiti Rediscovered ISBN 978-0999483800, un libro que documenta el trabajo, vida y pasiones de 12 mujeres haitianas y se presenta como un tributo a la mujer de este país.  
En 2024, colaboró como fotógrafo en la publicación del libro de sobremesa Wisdom of the Century (La sabiduría del siglo) ISBN 978-8-218-49445-2, junto a Sandra Coiffman, Jenny Menzel y Merle R. Saferstein. Este libro reunió las entrevistas y retratos de 90 personas mayores de 90 años, principalmente residentes de Miami-Dade, provenientes de más de 20 países. Wisdom of the Century documenta la memoria de una generación que ha vivido guerras, pandemias, migraciones y profundas transformaciones sociales y tecnológicas.  

## Exhibiciones
- Participó en la 15ª Bienal de La Habana, organizada por el Centro de Arte Contemporáneo Wifredo Lam, del 15 de noviembre de 2024 al 28 de febrero de 2025. La obra de Pipe basada en su concepto de conectividad a través de puntos y líneas fue exhibida en la sección al aire libre denominada "Detrás del Muro". Las piezas incluyeron un mural titulado “La Naturaleza Encuentra Un Camino”, una pieza en tonos verdes que se integra con las imperfecciones preexistentes del muro;[12] y una instalación de esculturas titulada “Hemoglobina”, que consta de tres piezas de un metro cúbico cada una de color rojo  sobre una base acrílica transparente que generan un efecto visual flotante. [19]
- Del 15 de mayo al 20 de junio de 2024, desarrolló una exposición individual titulada "Flow" en el Domo Museo de la Biblioteca Departamental Jorge Garcés Borrero de Cali. En esta exposición, Pipe presentó diferentes piezas en las que fusionaba la pintura y la escultura sumergiendo al espectador en una reflexión en torno a las conexiones que unen a todas las personas. [2][20][21]
- En enero de 2023, se unió a la exhibición de arte sustentable "Art Interventions for Environmental Resilience", organizada por ArtServe, que presentó a artistas que desarrollan y emplean prácticas amigables con el medio ambiente.  Para este evento, Pipe elaboró un mural titulado "The Wave at ArtServe" en la fachada norte y oeste de la sede. El mural se compone de sus característicos puntos y líneas en una onda irregular pintada a mano alzada que simboliza el flujo dinámico de ideas creativas.[22][23]
- En diciembre de 2022, sumó a su proyecto "Together we are infinite", un nuevo mural en la cara noroeste de ArtServe en Fort Lauderdale, Florida. Este mural de puntos y líneas simboliza a las personas (puntos) y sus conexiones o relaciones (líneas). La composición ondula para simular las olas del océano que se encontrarán los transeúntes al continuar su camino a través de Sunrise Boulevard hasta la orilla.[24][25]
- En octubre, también de 2022, participó en una exhibición de ArtServe titulada "Narratives in Latin-American Art", en Fort Lauderdale, Florida.[26][27] Esta exhibición tuvo lugar con motivo de la Celebración del Mes de la Herencia Hispana y presentó el trabajo de artistas visuales latinoamericanos e hispánicos originarios de 12 países diferentes.
- Durante el mes de marzo de 2022,  realizó un mural al que tituló "Cali florece" en colaboración con la Subsecretaría de Patrimonio de la Secretaría de Cultura de la ciudad de Cali[28] Este mural, inspirado en la canción Las caleñas son como las flores de la orquesta colombiana The Latin Brothers, fue pintado por el artista en el antiguo Hotel Menéndez, edificio que actualmente es considerado patrimonio de la ciudad.
- En febrero de 2022,  participó en la muestra colectiva "Fragmentos de la mente".[29] Esta muestra estuvo  inspirada en las reacciones de las personas ante eventos de la vida cotidiana y fue organizada por la O.S. Gallery en Ciudad de Guatemala. Pipe se unió a otros artistas contemporáneos con pinturas en las que la transición entre la forma y el color constituyó el factor común.
- En el año 2020, presentó en el Barrio San Fernando de Cali el mural "Street Wall Connection" que marcó el inicio a su vez del Proyecto "Together we are infinite". Este proyecto consiste en una serie de murales en diferentes ciudades. Cada nuevo mural recibe una especie de bienvenida en la que confluyen diferentes manifestaciones artísticas, entre ellas música, baile, actuación, modelaje, diseño de modas y la fotografía.[30]
- También en 2020 produjo con la colaboración del pianista venezolano, Elar y el videógrafo colombiano, Andrez Abril un Video Art a partir de un mural de piso al que denominó "Air Connected".
- En el año 2013, participó en la exposición colectiva "Nuestros acentos: 100 imágenes de Iberoamérica en Miami", evento organizado por el Koubek Center con motivo de la celebración del Mes de la Hispanidad y como parte de Coloquio Miami 2013 "El idioma español y los medios de comunicación". De su participación en esta exhibición, destaca la pieza "COLOR ATTACHMENT Miami", una foto capturada por el artista en el año 2011. [31]
- En julio de 2012, Pipe participó, junto a otros reconocidos artistas, en la exhibición grupal “Small Works” llevada a cabo en la Cristina Chacon Studio Gallery en Miami .[32]